# 四苦八苦
四苦八苦（しくはっく）とは、仏教における苦（ドゥッカ、dukkha）の分類。
根本的なドゥッカを生・老・病・死（しょう・ろう・びょう・し）の四苦とし
- 生苦（jātipi dukkha）[1]  - しょうく。衆生の生まれることに起因する苦しみ。
- 老苦（jarāpi dukkha）[1] - 衆生の老いていくことに起因する苦しみ。体力、気力など全てが衰退していき自由が利かなくなる。
- 病苦（byādhipi dukkha）[1] - 様々な病気があり、痛みや苦しみに悩まされる仏教問題。
- 死苦（maraṇampi dukkha）[1] - 死ぬことへの恐怖、その先の不安などの自覚。衆生が免れることのできない死という苦しみ。また、死ぬときの苦しみ、あるいは死によって生ずるさまざまな苦しみなど。

根本的な四つの苦に加え、
- 愛別離苦（あいべつりく、piyehi dukkha）[1] - 親・兄弟・妻子など愛する者と生別・死別する苦しみ。愛する者と別離すること
- 怨憎会苦（おんぞうえく、appiyehi dukkha）[1] - 怨み憎んでいる者に会う苦しみ
- 求不得苦（ぐふとくく、yampiccha dukkha）[1] - 求める物が思うように得られない苦しみ
- 五取蘊苦（ごしゅうんく、pañcupādānakkhandhā dukkha） - 五蘊盛苦（ごうんじょうく）とも。五蘊（人間の肉体と精神）が思うがままにならない苦しみ

の四つの苦を合わせて八苦と呼ぶ。

## 抜粋
釈迦は初転法輪において四諦を説き、その中では苦諦として四苦八苦を説いた。

## 生は苦なり
アルボムッレ・スマナサーラは生苦を「生きるとは、苦から逃れ続けること」と説明している。人は空腹という苦から逃れるために食事を取り、食べ過ぎは苦であるから食事を終了する。座り続けることは苦痛であるから立ち、立ち続けることは苦痛であるから座るのである。